# Pseudorotation
Selon l'IUPAC, la pseudorotation ou pseudorotation de Berry est le réarrangement conformationnel d'une structure qui, par une rotation des parties de la molécule, conduit à une molécule superposable à la structure initiale, pourvu que les positions ne soient pas différentiées par substitution isotopique. Aucun moment angulaire n'est généré par un tel mouvement, ce qui justifie le terme de pseudorotation. La pseudorotation concerne généralement des molécules à haute symétrie, bien que ce ne soit pas obligé par la définition. De plus, la pseudorotation doit suivre un chemin réactionnel de basse énergie, bien que ce ne soit pas non plus obligé par la définition.

## Exemple de PF5
La première pseudorotation a été suggérée par R. Stephen Berry (en) en 1960 pour expliquer l'échange, observé par RMN du fluor 19, des atomes de fluor apicaux et équatoriaux de PF5.

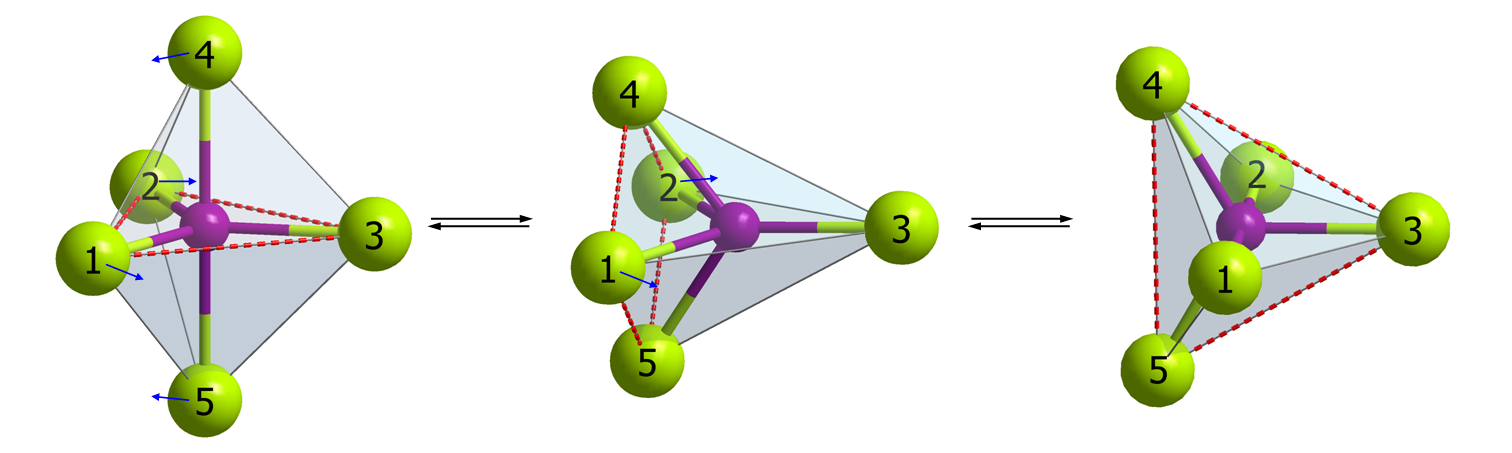
Mécanisme de pseudorotation sur une structure bipyramide trigonale.

Un des atomes équatoriaux (le n°3 sur la figure ci-dessus) sert de pivot de la rotation et ne bouge pas, pendant que les deux autres atomes équatoriaux deviennent apicaux (4 et 5) et réciproquement. Les structures initiale et finale possèdent une symétrie moléculaire D3h alors que la structure intermédiaire est C4v.
Ce mécanisme correspond bien à la définition de l'IUPAC puisque la molécule finale est identique à la molécule initiale, mais que si un des fluors était isotopiquement différent (sauf si c'était le pivot), la molécule finale ne serait plus superposable à la molécule initiale.

## Observation RMN
En résonance magnétique nucléaire du fluor 19, les 5 atomes de fluor sont identiques à température ambiante. Un seul doublet (couplage avec le phosphore 31) est visible, alors que les atomes de fluor sont sur deux sites géométriquement différents. A très basse température (température difficile à atteindre pour une sonde RMN pour l'époque), le spectre du même échantillon montre deux doublets d'intégrations 3 et 2, pour les spins équatoriaux et apicaux respectivement. A température intermédiaire, trois plages peuvent être définies :
- dans la plage des basses températures, les deux doublets s'élargissent, la structure de doublet se perd, c'est la plage des échanges lents ; les atomes s'échangent (par pseudorotation de Berry) plus lentement que le temps d'observation de la méthode utilisée (de l'ordre du temps de relaxation des spins) ;
- en réchauffant l'échantillon, les pics continuent de s'élargir et, à aire constante, leur hauteur diminue jusqu'à la fusion ; les pics ne sont plus visibles ;
- à température encore supérieure, un pic apparaît, large et non structuré ; c'est la zone des températures d'échanges rapides qui conduit, à haute température, au pic unique. À ces températures, les atomes de fluor restent moins longtemps sur leur site que le temps d'observation de la RMN.

## Autres mécanismes
D'autre chemins réactionnels ont été proposés pour rendre compte de l'observation RMN. Par exemple des mécanismes avec rotation de deux liaison PF, les trois autres étant inchangées rendent compte d'un tel échange. Mais des observations plus élaborées ont conduit à éliminer de telles propositions. Un autre mécanisme plus sophistiqué mettant en jeu les rotations en sens inverse de 3 et 4 d'une part et de 1, 2 et 5 d'autre part a été proposé.

## Autres pseudorotations
Le mouvement moléculaire des cycloalcanes est un autre exemple de pseudorotation.